# Ladislav Richter
Ladislav Richter (* 21. října 1961) je bývalý český fotbalista, záložník.

## Fotbalová kariéra
V lize hrál za Baník Ostrava a Sigmu Olomouc. Nastoupil celkem ve 32 utkáních a dal 4 góly. Ve druhé nejvyšší soutěži hrál i za VTJ Tábor.

## Ligová bilance
| Ročník                                   | Zápasy | Góly | Klub          |
| ---------------------------------------- | ------ | ---- | ------------- |
| 1. československá fotbalová liga 1983/84 | 12     | 2    | Baník Ostrava |
| 1. československá fotbalová liga 1984/85 | 1      | 0    | Baník Ostrava |
| 1. československá fotbalová liga 1984/85 | 3      | 0    | Sigma Olomouc |
| 1. československá fotbalová liga 1985/86 | 15     | 2    | Sigma Olomouc |
| 1. československá fotbalová liga 1986/87 | 1      | 0    | Sigma Olomouc |
| CELKEM                                   | 32     | 4    |               |